# Río Santa Ana
El río Santa Ana (en inglés: Santa Ana River, también escrito río de los Temblores o río de Santa Ana) es el río más grande enteramente dentro del sur de California, en los Estados Unidos. Su cuenca abarca cuatro condados. Se levanta en la sierra de San Bernardino y fluye más allá de las ciudades de San Bernardino y Riverside, antes de cortar a través de la punta norte de la sierra de Santa Ana y fluyendo al suroeste de la ciudad de Santa Ana para drenar en el océano Pacífico. El río Santa Ana tiene 154 kilómetros de largo y drena una cuenca de 6900 kilómetros cuadrados.
Por el tamaño de la cuenca de drenaje de Santa Ana se trata de un área muy diversa. Va desde los altos picos de las montañas del interior en el norte y el este, pasando por el caliente y semiseco desierto, hasta las llanuras costeras en el oeste.